# Гейгельський національний парк
Гейге́ль (азерб. Göygöl Milli Parkı) — національний парк, створений в 2008 році на території Гейгельського району. Загальна площа парку становить 12755 га (127,55 км²). Парк створено на базі Гьойгьольського державного заповідника.